# Sư tử mình cá
Cách đây 50 năm, vào giai đoạn lập quốc, người Singapore muốn tìm kiếm một biểu tượng đại diện cho hình ảnh đất nước vốn còn non trẻ. Nhiều ý tưởng được đưa ra thảo luận, nào là hoa cỏ, chim chóc, cá cảnh... Lúc bấy giờ, một người đàn ông quốc tịch Anh tên là Alec Fraser-Brunner, thành viên của Souvenir Committee, đồng thời quản lý thủy cung Van Kleef, Singapore đã đưa ra ý tưởng kết hợp đầu sư tử và mình cá thành biểu tượng Merlion.
Lý do là Singapore ngày xưa vốn là một làng chài có rất nhiều cá, nên Fraser-Brunner vẫn muốn biểu tượng có liên quan đến cá. Hơn nữa, tên gọi của Singapore trước đây là Singapura, theo tiếng Malaysia nghĩa là thành phố sư tử, do hoàng tử Sang Nila Utama khi phát hiện ra Singapore tin rằng mình đã nhìn thấy loài vật này sinh sống tại đây.
"Nhiều người định chọn biểu tượng nàng tiên cá, nhưng hình ảnh này quá nữ tính, dịu dàng. Còn chúng tôi lại muốn một biểu tượng mạnh mẽ, năng động cho đất nước mình. Trải qua cuộc thi, cuối cùng chính phủ quyết định chọn sự kết hợp đầu sư tử mình cá để tạo hình linh vật Merlion", ông Yue Kheong cho biết.
Biểu tượng nguyên mẫu Merlion có chiều cao 8,6 m và nặng 70 tấn, được đặt ở công viên có diện tích 2.500 m2. Ngày nay, sở hữu trí tuệ linh vật Merlion thuộc về chính phủ Singapore, do Tổng cục du lịch quản lý. Bất cứ ai muốn sử dụng hình ảnh này đều phải được cho phép như đồ lưu niệm, sôcôla, móc khóa...
Sư tử mình cá hay tiếng Anh là Merlion là công trình của Singapore,là một niềm tự hào của
Singapore.Có rất nhiều bản sao thu nhỏ của Sư tử mình cá,bản nguyên mẫu ở,công viên
Lion Park,ở Singapore.Nó được làm từ thạch anh,cao 8,7 mét,nặng 70 tấn tương đương với

100 chiếc máy bay.

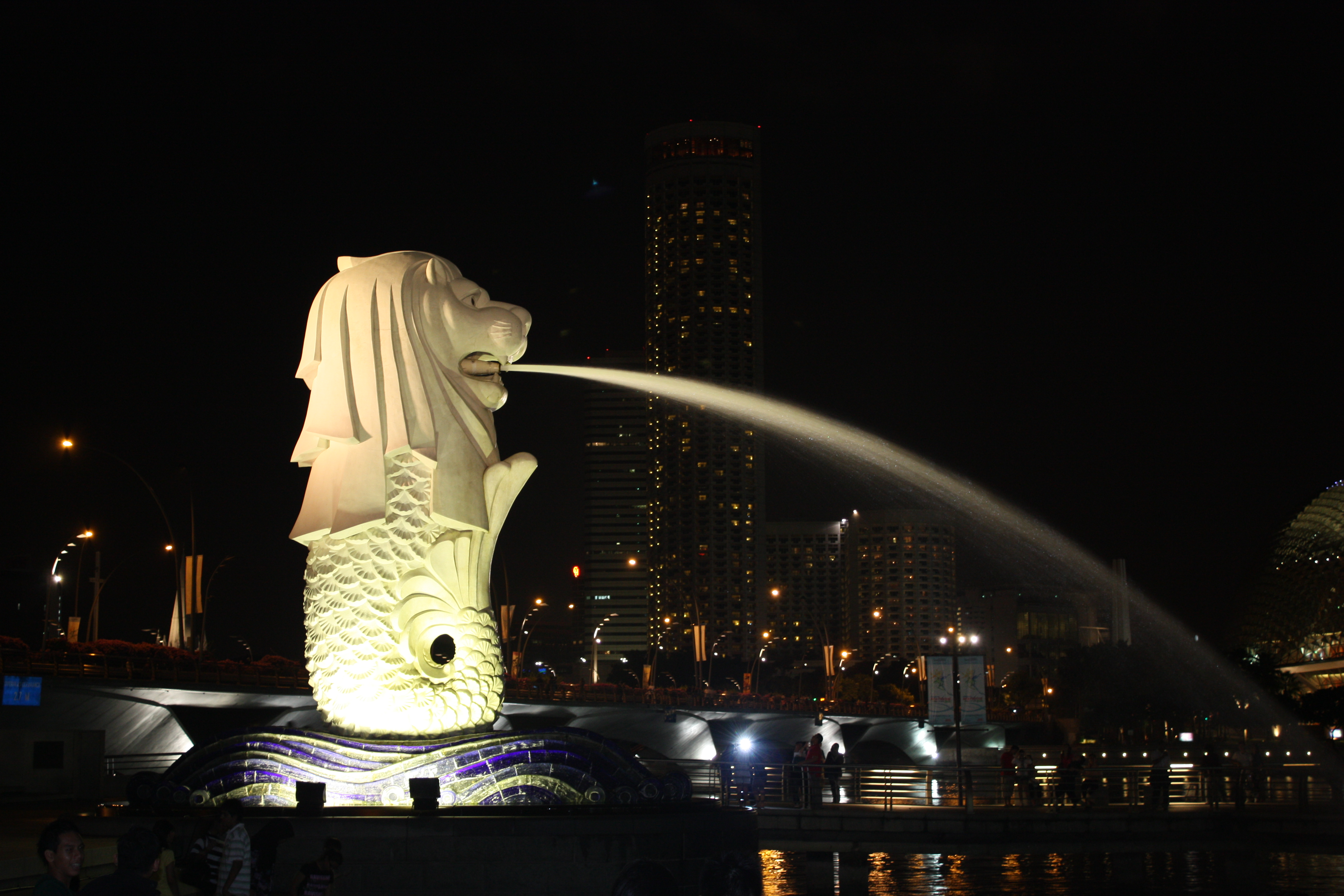

Có thể nói, tượng Sư tử mình cá là hi vọng và niềm tự hào của người dân Singapore.Vì
ngày xưa, người dân cổ xưa đã mong muốn có một con vật dưới biển hùng mạnh như

sư tử,nên họ đã nghĩ ra con vật đầu sư tử,mình cá.

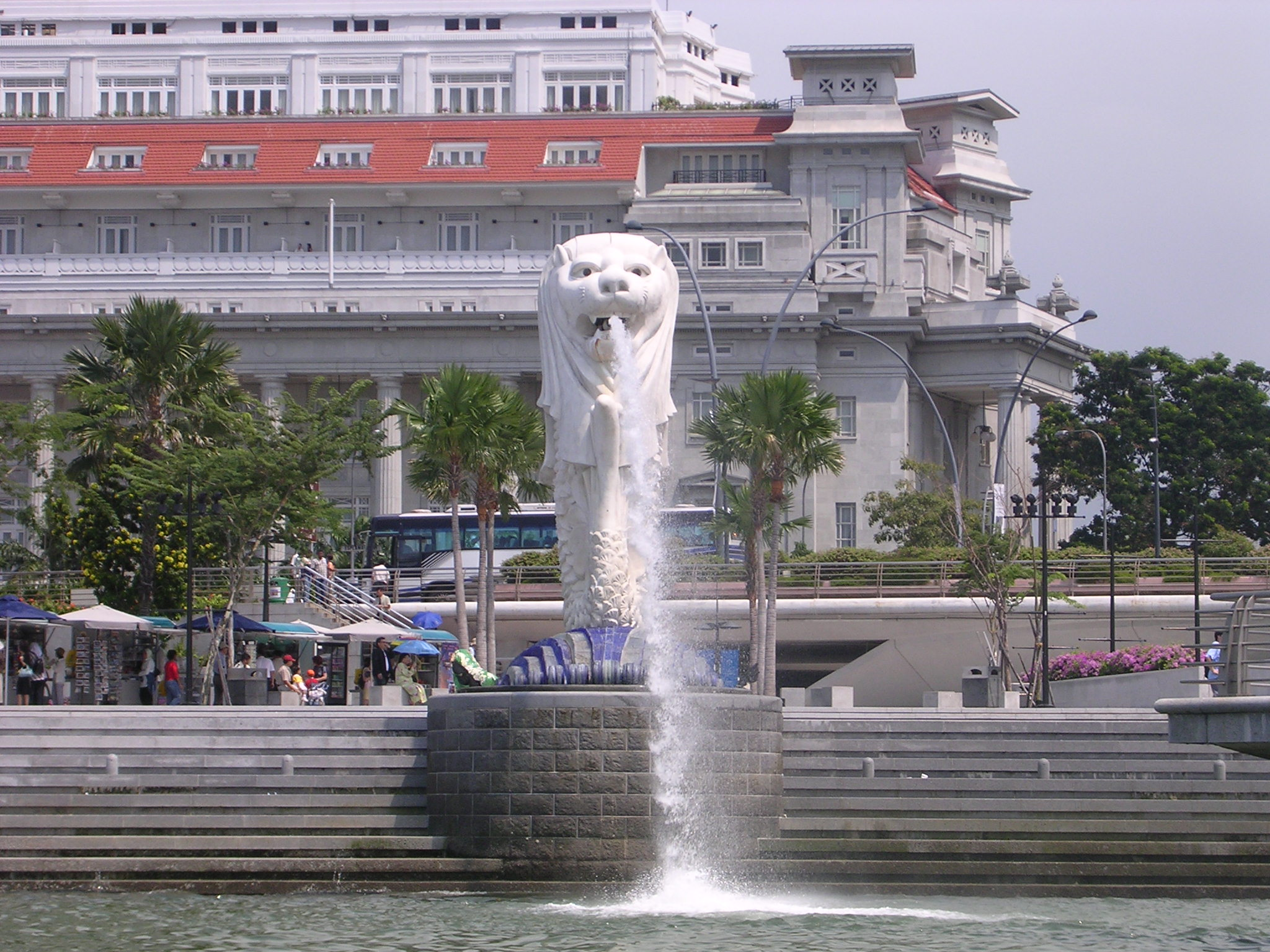
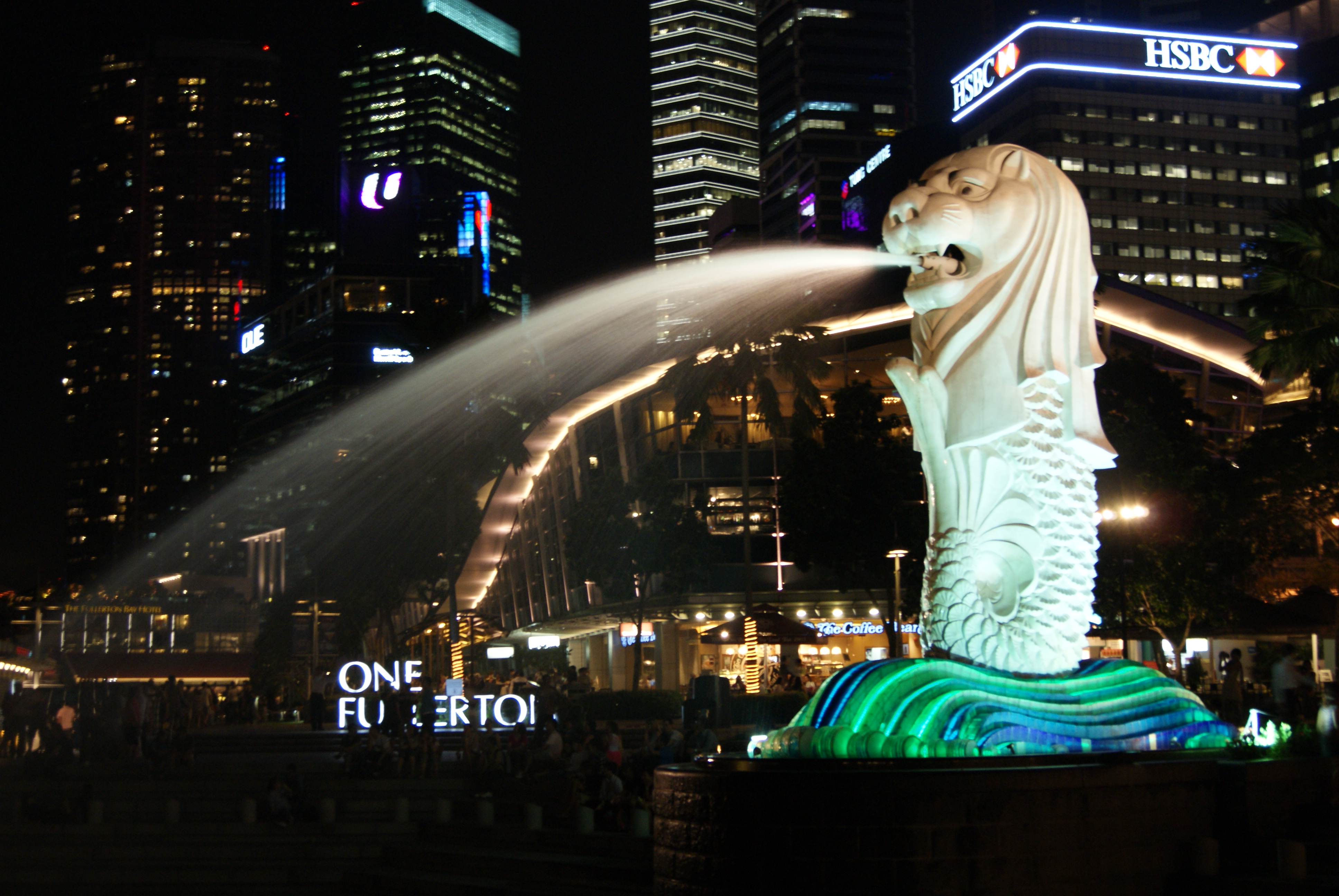